# Anteckningsbok

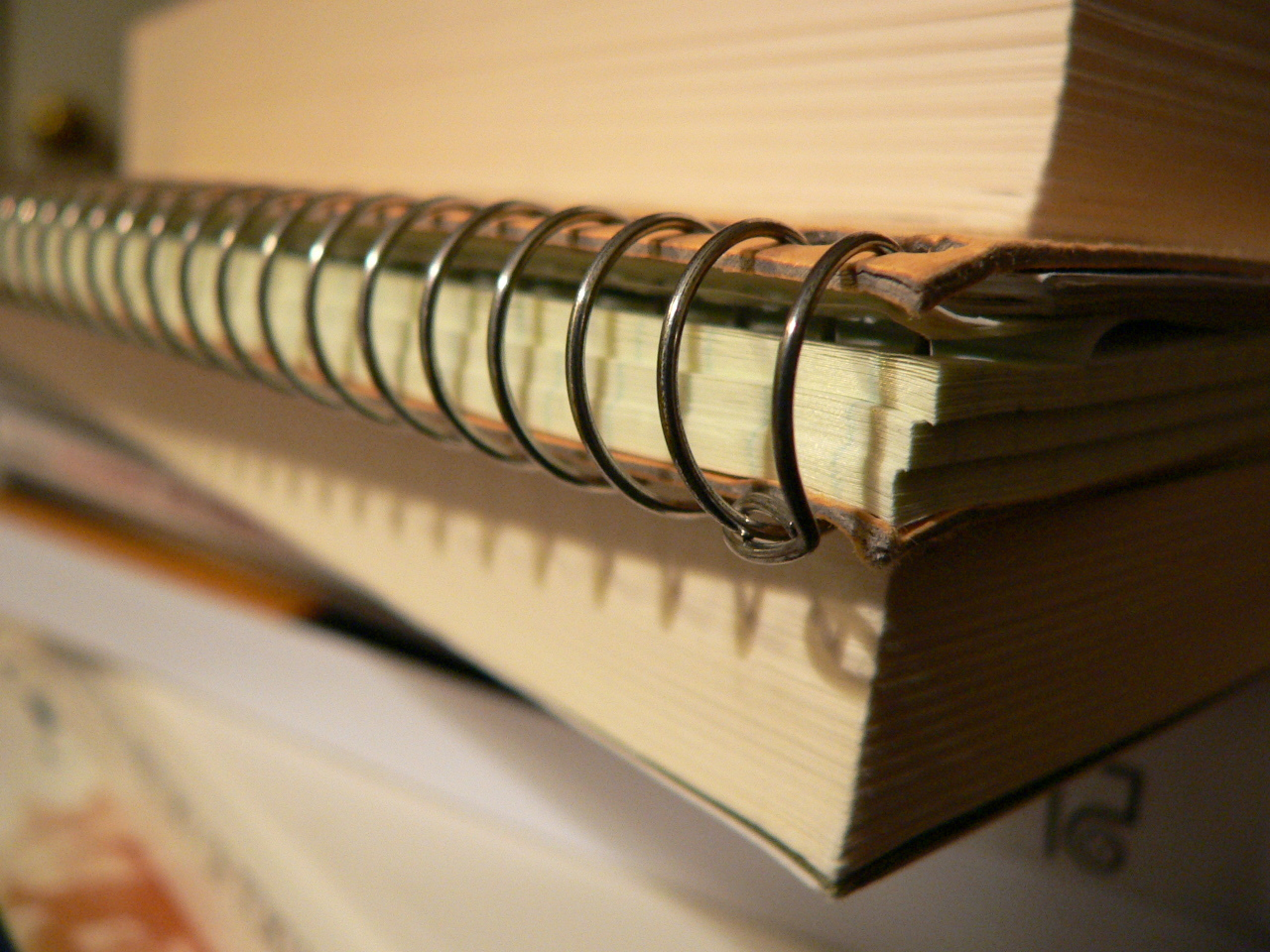
Anteckningsböcker

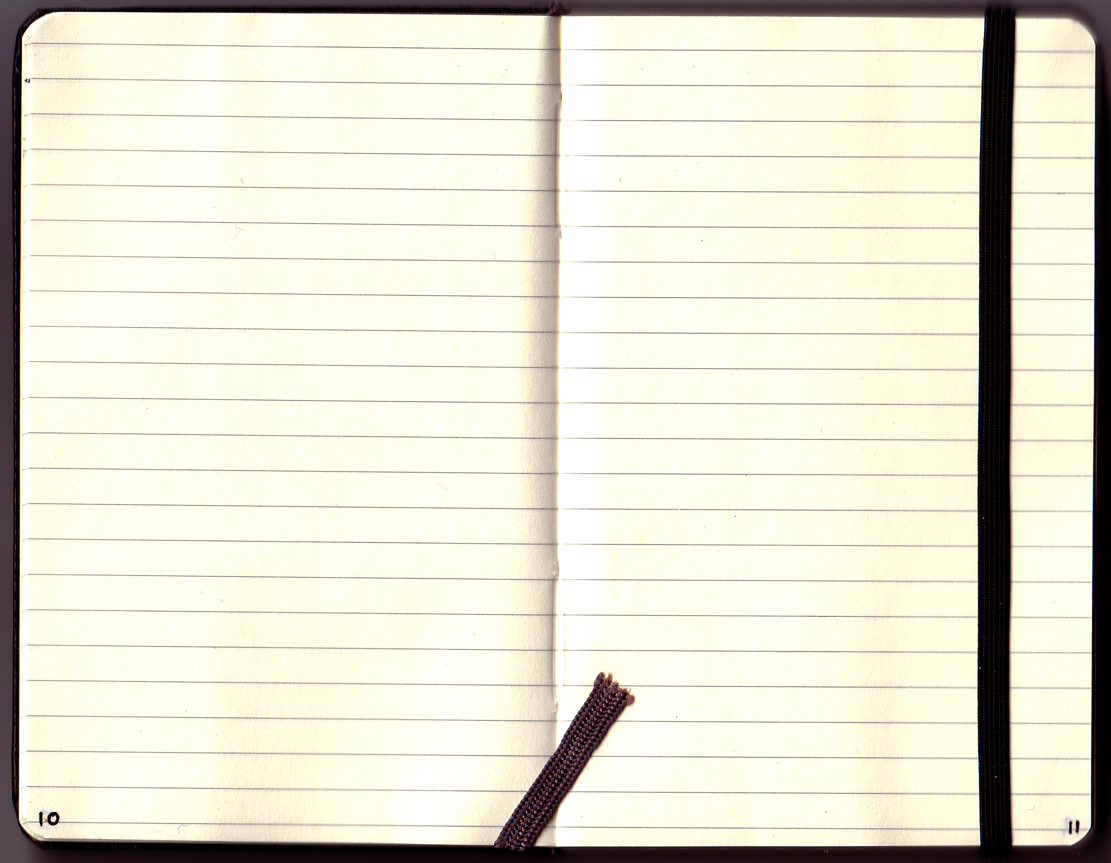
Inuti en anteckningsbok

En anteckningsbok är en liten bok avsedd att skriva anteckningar i.
Ordet anteckningsbok finns belagt i svenska språket sedan 1649.

## Webbaserade anteckningsböcker
Exempel på några webbaserade anteckningsböcker:
- Google Notebook en av de första anteckningsböckerna på nätet. Google har sedan 2009 slutat med att vidareutveckla tjänsten.
- NotePub är en gratis anteckningsbok med wikifunktionallitet.
- Pen.ly är en gratis anteckningsbok som erbjuder användaren att dela sina anteckningar med sina vänner. Erbjuder även ett bra API för utvecklare.
- Yahoo Notepad är en enkel anteckningsbok med ett liknande användargränssnitt som Yahoo mail.